# Autotrax
Autotrax – program komputerowy do projektowania płytek drukowanych pracujący w środowisku DOS. Do roku 1992 był rozwijany przez firmę Altium (Protel). Obecnie jest rozpowszechniany jako abandonware. Znana jest również jego uproszczona wersja zwana EasyTrax.

## Możliwości
Za pomocą Autotraxa można projektować wielowarstwowe płytki drukowane z elementami typu THT (montaż klasyczny, przewlekany) a także SMD (montaż powierzchniowy). Cały projekt płytki jest podzielony na warstwy, z których każda ma określone położenie i zastosowanie. Możliwe do utworzenia są między innymi następujące dostępne warstwy:
- Top Layer - warstwa miedzi widziana od umownej „strony elementów”,
- Bottom Layer - warstwa miedzi widziana od umownej „strony druku”, na niej prowadzone są ścieżki na płytkach jednostronnych,
- 1-4 Mid Layer - warstwy miedzi, znajdujące się wewnątrz wielowarstwowej płytki drukowanej, maksymalnie można użyć do czterech takich warstw,
- Multi-Layer - warstwa, której elementy składowe znajdują się równocześnie na wielu warstwach, połączone za pomocą metalizowanych otworów; na niej umieszczone są m.in.: przelotki (ang. vias) na płytkach dwustronnych i wielostronnych, pola lutownicze (ang. pads) dla elementów przewlekanych,
- Ground/Power Plane - specjalne warstwy miedzi w płytkach wielowarstwowych, rozprowadzające napięcie zasilające,
- Top Overlay - warstwa opisowa widziana od „strony elementów”,
- Bottom Overlay - warstwa opisowa widziana od „strony druku”,
- Keep Out Layer - wirtualna warstwa ograniczająca położenie elementów składowych płytek, używana przez narzędzia AutoPlace i AutoRoute,
- Board Layer - warstwa, na której rysowany jest obrys płytki, służący później do jej cięcia; używana również do przekazywania informacji dla producentów płytek o jej wymiarach czy specjalnych zaleceniach przy produkcji.

Na warstwach można umieścić następujące elementy podstawowe:
- Arc - wycinek okręgu lub pełny okrąg, posiadający atrybuty: promień, szerokość linii, ćwiartka,
- Track - ścieżka, posiadająca atrybut: szerokość linii,
- Fill - wypełnione prostokątne pole, posiadające atrybuty: punkt początkowy i punkt końcowy przekątnej,
- Pad - pole lutownicze z otworem dla warstwy Multi-Layer lub bez otworu dla warstw Top/Bottom Layer, posiadające atrybuty: rozmiar otworu, rozmiar X-Y, kształt (m.in.: kwadrat, koło, zaokrąglony kwadrat),
- Via - przelotka, posiadająca atrybuty: rozmiar przelotki, rozmiar otworu,
- String - ciąg znakowy, posiadający atrybuty: treść tekstu, rozmiar czcionki, szerokość linii znaków.

Istnieje także możliwość wczytania netlisty (listy połączeń) i prowadzenie ścieżek według niej. Pokazywane są wtedy dodatkowe nitki prowadzące (ang. connections), które jednoznacznie określają jakie elementy mają być ze sobą połączone. Ścieżki można prowadzić samodzielnie lub powierzyć ich poprowadzenie narzędziu AutoRoute, które to będzie starało się automatycznie umieścić wszystkie połączenia. Istnieje możliwość połączenia obu metod, prowadząc najpierw newralgiczne ścieżki ręcznie, a dalsze metodzie automatycznej.
Użytkownik może również korzystać z elementów bibliotecznych oraz tworzyć nowe. Jednocześnie można korzystać z trzech załadowanych bibliotek.

## Wygląd
Interfejs programu nie jest podobny do znanego z systemu Windows, dlatego początkowo przyzwyczajenie się może sprawiać trudności. Domyślnie program ładuje się w trybie EGA 640x350 lub nawet CGA, a więc na nowoczesnym sprzęcie warto go zmienić przynajmniej na VGA 640 × 480. Spośród standardowych sterowników najlepszy działający to VGA640.DRV (640 × 480), ale w internecie można znaleźć ulepszone sterowniki pozwalające na uzyskanie większych rozdzielczości ekranu.

## Format
Pliki zawierające projekty płytek mają rozszerzenie PCB. Są to faktycznie pliki tekstowe. Format Autotraxa jest również obsługiwany przez jego następcę, Protel 99 SE (i nowsze wersje). Samo rozszerzenie jednak nic nie mówi o formacie pliku, przykładowo Protel zapisuje pliki PCB w postaci czysto binarnej.